# Tiroteio em manifestação de Kenosha
O tiroteio em uma manifestação de Kenosha nos Estados Unidos na noite de 25 de agosto de 2020, foi um tiroteio em meio aos protestos do Black Lives Matter em Kenosha, Wisconsin, após o tiro policial contra Jacob Blake, Kyle Howard Rittenhouse, um jovem de 17 anos de Antioch, Illinois, atirou e matou dois homens e feriu outro no braço durante os confrontos em dois locais. Ele estava armado com um rifle semi-automático AR-15, e o indivíduo ferido por Rittenhouse também estava armado com uma arma de fogo. Rittenhouse disse que estava ali para proteger uma concessionária de carros de ser vandalizada e para fornecer ajuda médica.
No primeiro local, Rittenhouse foi perseguido por um grupo, incluindo o residente de Kenosha Joseph Rosenbaum. Um tiro foi disparado para o ar por uma terceira pessoa e, de acordo com uma testemunha, um Rosenbaum desarmado se lançou contra Rittenhouse e tentou pegar seu rifle. Rittenhouse disparou quatro vezes em Rosenbaum, atingindo-o na virilha, na mão e na coxa, na cabeça e nas costas. Com uma pelve fraturada, fígado e pulmão direito perfurados, Rosenbaum morreu logo depois.
No segundo local, depois que Rittenhouse tropeçou enquanto fugia, ele atirou duas vezes contra um homem não identificado que o chutou. Os manifestantes se aproximaram de Rittenhouse enquanto ele ainda estava no chão, e Anthony M. Huber, residente de Silver Lake, atingiu Rittenhouse com um skate e lutou para controlar o rifle. Rittenhouse disparou contra Huber uma vez, com um tiro fatal no peito. Gaige Grosskreutz, residente de West Allis que disse pensar que Rittenhouse era um atirador ativo, abordou Rittenhouse enquanto apontava uma arma para ele; Rittenhouse atirou nele uma vez no braço direito, cortando o músculo bíceps de Grosskreutz.
Rittenhouse foi preso e recebeu diversas denúncias de homicídio, porte ilegal de arma de fogo e violação do toque de recolher. Um homem de 19 anos foi preso e acusado de fornecer ilegalmente o rifle de Rittenhouse. Um homem de 36 anos foi acusado de conduta desordeira com uso de arma perigosa e incêndio criminoso após admitir que disparou o tiro inicial para o ar. Os advogados de Rittenhouse dizem que ele agiu em legítima defesa ao ouvir a descarga de arma de fogo e em resposta aos confrontos físicos dos manifestantes. O sentimento público e a cobertura da mídia sobre os tiroteios foram polarizados. O julgamento de Rittenhouse começou em 1º de novembro de 2021, em Kenosha.
Rittenhouse foi inocentado de todas as acusações em 19 de novembro de 2021. Kyle e os três atingidos eram todos brancos, apesar disso, alguns veículos de comunicação disseram, erroneamente, que os atingidos eram negros.

## Contexto
Em 23 de agosto de 2020, Jacob Blake, um homem afro-americano, foi baleado quatro vezes nas costas por um policial de Kenosha depois de ser eletrocutado. Blake foi baleado depois de abrir a porta de um SUV e estava encostado no veículo. Ele está paralisado da cintura para baixo. O tiroteio policial foi seguido por protestos como parte do movimento Black Lives Matter, que viu um ressurgimento na sequência de vários outros assassinatos de alto perfil cometidos por policiais em 2020. Os protestos de Kenosha incluíram comícios, passeatas, danos materiais, incêndios criminosos e confrontos com a polícia.
Em resposta aos protestos de George Floyd, que precederam os protestos de Kenosha, o ex-vereador de Kenosha Kevin Mathewson anunciou a formação de um grupo de milícia que ele chamou de "Kenosha Guard". Em 25 de agosto, ele fez uma chamada no Facebook para "patriotas dispostos a pegar em armas e defender (Kenosha) dos bandidos malignos", que recebeu uma forte resposta online, com mais de mil pessoas afirmando que iriam até o evento. Rittenhouse não fazia parte deste grupo. O prefeito de Kenosha, John Antaramian, e o xerife do condado David Beth expressaram sua desaprovação aos civis armados que patrulham as ruas, enquanto policiais foram vistos em um vídeo dando-lhes água e dizendo: "Agradecemos a vocês, realmente agradecemos." Mais tarde, o xerife Beth disse que antes dos protestos de terça-feira à noite, um grupo de indivíduos armados pediu-lhe que os delegasse para que pudessem patrulhar a cidade de Kenosha, o que ele recusou. Ele disse não saber se Rittenhouse fazia parte do grupo, mas a possibilidade de um incidente foi o motivo de ele ter recusado o pedido.
Quatro meses antes do tiroteio, um amigo de Rittenhouse, Dominick Black, comprou um fuzil semiautomático modelo AR-15 como um favor para ele em Wisconsin, pois Rittenhouse era jovem demais para comprar e possuir uma arma. O padrasto de Black manteve o fuzil guardado em um cofre trancado em sua casa em Kenosha, mas moveu a arma para um local não trancado em seu porão no dia 24 de agosto, o segundo dia dos protestos em Kenosha, para o caso de uma invasão.

### Kyle Rittenhouse
Rittenhouse nasceu em 3 de janeiro em 2003 na cidade de Antioch, em Ilinois. cidade vizinha a Kenosha, onde seu pai morava. Ele havia trabalhado como salva-vidas em Kenosha, fazia parte de um programa de exploração policial e conhecia RCP e suporte básico de vida.
Na época dos distúrbios em Kenosha, Rittenhouse, então com 17 anos, havia participado de programas de cadetes da polícia local e expressou apoio nas redes sociais ao movimento Blue Lives Matter e à aplicação da lei. Na época, Rittenhouse morava na cidade onde nasceu, a cerca de 30 quilômetros de Kenosha. Em 24 de agosto, Rittenhouse dirigiu para Kenosha para ficar com seu amigo Dominick Black. No dia seguinte, 25 de agosto, Rittenhouse ajudou a limpar pichações de uma escola.
De acordo com seus advogados, depois que Rittenhouse ouviu sobre um empresário local que queria ajuda para defender sua concessionária de automóveis, ele e seu amigo Dominick David Black "se armaram com rifles" e foram para o negócio. Relatos divergem sobre se a ajuda de Rittenhouse e Black foi solicitada pela concessionária. Os filhos do proprietário da concessionária negaram que atiradores tivessem sido solicitados a defender o negócio, mas várias testemunhas declararam que indivíduos armados foram procurados diretamente pelo negócio para proteger sua propriedade. A concessionária havia sofrido US $ 1,5 milhão em danos incendiários na noite anterior. Quando Richie McGinniss, repórter do The Daily Caller, perguntou a Rittenhouse por que ele estava na concessionária, ele respondeu: "Então, as pessoas estão se machucando e nosso trabalho é proteger esse negócio. Parte do meu trabalho também é ajudar as pessoas. Se há alguém ferido, estou correndo para o perigo. É por isso que tenho meu rifle, porque tenho que me proteger, obviamente. Eu também tenho meu kit médico." Em algum momento, Rittenhouse deixou a concessionária e foi impedido pela polícia de retornar.
Nas horas que antecederam o tiroteio, Rittenhouse apareceu em vários vídeos feitos por manifestantes e transeuntes, incluindo em duas entrevistas: uma por um locutor na concessionária de automóveis onde ele e vários outros homens armados haviam se estacionado, o outro por McGinniss. Rittenhouse foi visto conversando com policiais, e oferecendo ajuda médica aos feridos. Alguns dos homens na concessionária eram filiados ao grupo de milícia "Kenosha Guard", mas Rittenhouse não tinha relações com o grupo. Os membros do "Kenosha Guard" negaram qualquer afiliação com Rittenhouse, e seu líder disse que nunca o conheceu ou se comunicou com ele.

## Sequência de eventos

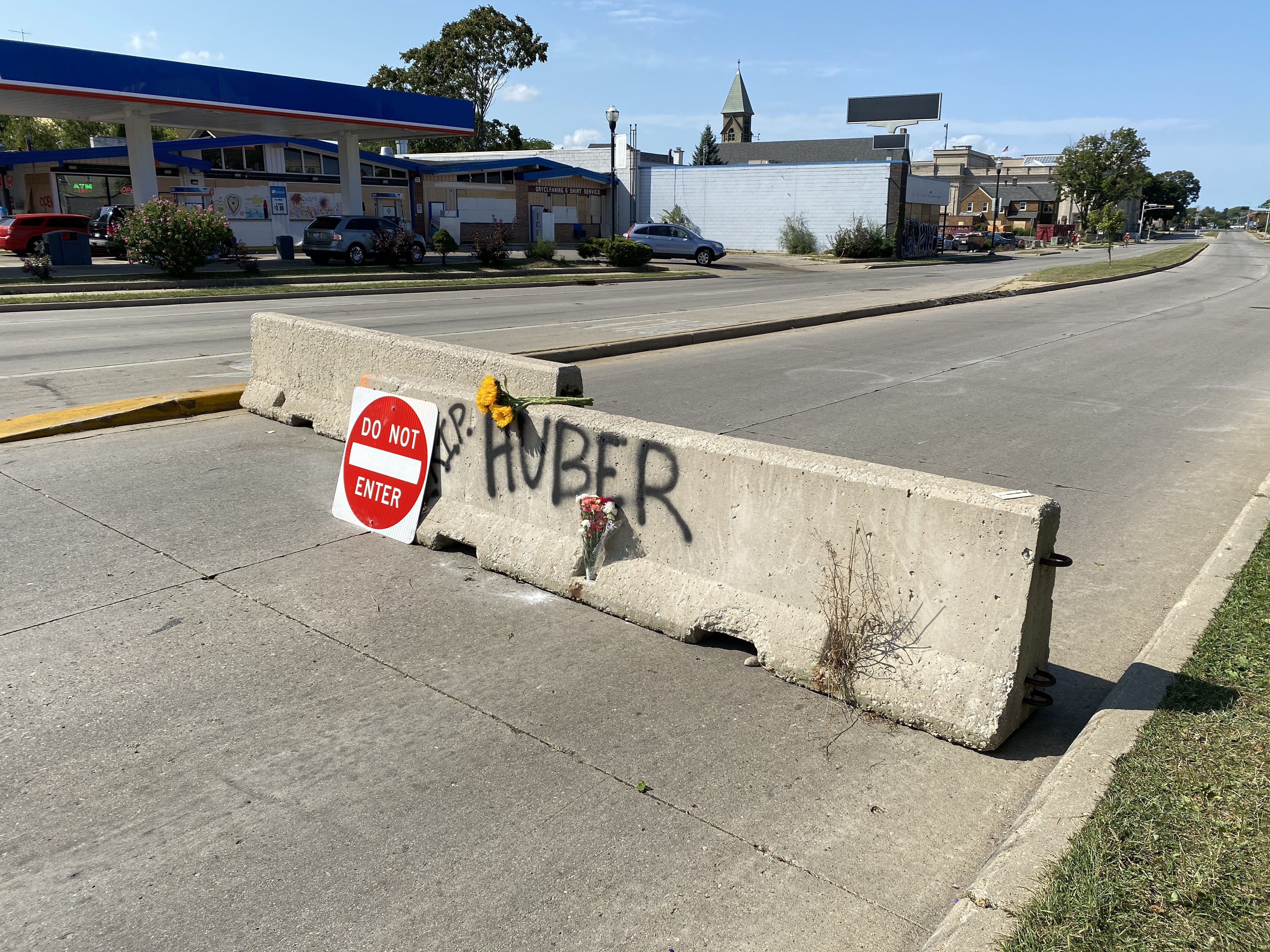
O local na 60th com a Sheridan, onde Anthony Huber morreu

### Eventos que levaram ao tiroteio
Em 25 de agosto de 2020, em Kenosha, protestos pacíficos durante o dia foram seguidos de caos e violência à noite, onde manifestantes, civis armados e outros se enfrentaram à noite e contra a polícia. O tiroteio ocorreu pouco antes da meia-noite ao longo da Sheridan Road em Kenosha, depois que os manifestantes foram removidos do Civic Center Park após confrontos com as autoridades.
O início do primeiro confronto entre Rittenhouse e Rosenbaum foi testemunhado por McGinniss, a quem parecia que Rosenbaum e outros manifestantes se moviam em direção a Rittenhouse, que tentava evitá-los; Rosenbaum então tentou envolver Rittenhouse, que conseguiu evitar isso fugindo. Rittenhouse testemunhou no julgamento que Rosenbaum havia ameaçado matá-lo. Imagens infravermelhas do FBI obtidas de um avião captaram o tiroteio de Rosenbaum e os eventos imediatamente anteriores.
O restante do confronto de Rosenbaum e os seguintes incidentes com Huber e Grosskreutz foram registrados em imagens de celulares de vários ângulos, incluindo os momentos do tiroteio. Imagens de vídeo mostraram Rittenhouse sendo perseguido em um estacionamento por Rosenbaum, que jogou um saco plástico na direção de Rittenhouse. Um espectador atirou para o ar por motivos obscuros. Rittenhouse parou de correr e se voltou para o som do tiro. Rittenhouse testemunhou no julgamento que antes de ser perseguido por Rosenbaum, ele ouviu outro homem dizer a Rosenbaum para "pegá-lo e matá-lo", mas também sabia que Rosenbaum estava desarmado. Rittenhouse testemunhou que apontou sua arma para Rosenbaum para impedi-lo de persegui-lo ainda mais.
De acordo com os promotores do condado de Kenosha, Rosenbaum contratou Rittenhouse e tentou tirar seu rifle dele. Rittenhouse disparou quatro tiros, acertando Rosenbaum na virilha, nas costas e na mão esquerda. As balas fraturaram a pélvis de Rosenbaum, perfuraram seu pulmão direito e fígado e causaram ferimentos leves adicionais na coxa esquerda e na testa. McGinniss começou a administrar os primeiros socorros a Rosenbaum. Rittenhouse começou a fugir e, de acordo com os detetives, foi ouvido dizendo "Acabei de matar alguém" em seu celular enquanto corria. Rosenbaum morreu pouco depois.

### Segundo grande confronto
O vídeo de outro ângulo mostrou Rittenhouse sendo perseguido na rua por vários manifestantes, um dos quais supostamente o golpeou por trás na cabeça, arrancando seu boné, logo depois que Rittenhouse tropeçou e caiu no chão. De acordo com a denúncia criminal, naquele momento, os manifestantes foram ouvidos em dois vídeos diferentes gritando "Bata nele!", "Pega ele! Pega aquele cara !, "e" Pega a bunda dele! " Um dos homens que o perseguia saltou e chutou Rittenhouse enquanto ele ainda estava no chão – Rittenhouse disparou duas vezes, mas errou o homem não identificado.
Em seguida, de acordo com registros do tribunal e imagens de vídeo, outro manifestante, Anthony Huber, "fez contato" com o ombro esquerdo de Rittenhouse com um skate enquanto os dois lutavam para controlar a arma. Enquanto Huber puxava o rifle, Rittenhouse disparou uma vez, acertando Huber no peito, perfurando seu coração e pulmão direito, causando sua morte rápida.

### Terceiro grande confronto e saída de Rittenhouse
Gaige Grosskreutz, que testemunhou que acreditava que Rittenhouse era um atirador ativo, abordou Rittenhouse enquanto ele ainda estava no chão, mas parou e ergueu as mãos quando Huber foi baleado. Uma queixa apresentada pelo Cartório de Tribunais do Condado de Kenosha afirmou que Grosskreutz parecia estar segurando uma arma, que Grosskreutz mais tarde confirmou. Grosskreutz moveu-se novamente para Rittenhouse uma segunda vez. Grosskreutz testemunhou no julgamento que não pretendia atirar em Rittenhouse, mas reconheceu ter apontado sua arma para ele, dizendo que Rittenhouse abriu fogo apenas quando Grosskreutz se aproximou de Rittenhouse com sua arma apontada para ele. Rittenhouse então atirou em Grosskreutz no braço, cortando a maior parte do músculo bíceps direito. Pelo menos 16 tiros de outras fontes foram ouvidos em vídeo durante o tempo em que Rittenhouse esteve no solo.
Rittenhouse posteriormente se levantou e caminhou em direção à polícia com as mãos para cima e o rifle amarrado no peito. A polícia não pareceu reconhecer Rittenhouse e disse-lhe para sair, com um policial tentando aplicá-lo com spray de pimenta, embora várias testemunhas e manifestantes gritassem para que ele fosse preso.
Quando questionado em uma entrevista coletiva por que Rittenhouse não foi parado, o xerife de Kenosha David Beth disse: "Em situações de alto estresse, você tem uma incrível visão de túnel" e os policiais podem não ter percebido que ele estivera envolvido no tiroteio. Da mesma forma, o Chefe de Polícia de Kenosha, Daniel Miskinis, disse que "não havia nada que sugerisse que este indivíduo estava envolvido em qualquer comportamento criminoso" devido ao fato de que alguém caminhando em direção à polícia com as mãos para cima "não era mais anormal" na sequência dos protestos.

### Atingidos
- Joseph Rosenbaum, de 36 anos, natural de Kenosha, morreu no local após receber disparos.
- Anthony Huber, de 26 anos, natural de Silver Lake, morreu no local após receber um tiro no peito.
- Gaige Grosskreutz, de 26 anos, natural de West Allis, sobreviveu com um ferimento no braço.[95]

## Rescaldo
Os protestos não relacionados ao tiroteio em Kenosha continuaram diariamente até 29 de agosto, quando cerca de 1.000 pessoas participaram de uma passeata e manifestação. Em 26 de agosto de 2020, a Casa Branca disse que cerca de 1.000 soldados da Guarda Nacional e mais de 200 agentes federais estavam sendo destacados. A Guarda Nacional de Michigan, a Guarda Nacional do Arizona e a Guarda Nacional do Alabama enviaram tropas para ajudar. O presidente Donald Trump visitou Kenosha em 1 de setembro de 2020, para ver os danos causados pela agitação e para elogiar a aplicação da lei.

## Prisão e julgamento de Kyle Rittenhouse
A prisão preventiva de Kyle foi efetuada no mesmo dia, preso em Kenosha seu julgamento foi realizado em um fórum estadual, onde Kyle respondeu por 6 crimes, e foi absolvido de todos. Os crimes em que Kyle foi acusado foram os seguintes:
| Crime                                                                                           | Pena                                                                | Status    |
| ----------------------------------------------------------------------------------------------- | ------------------------------------------------------------------- | --------- |
| Homicídio doloso de primeiro grau                                                               | Prisão perpétua sem possibilidade de liberdade condicional          | Absolvido |
| Tentativa de homicídio doloso de primeiro grau                                                  | 65 anos de prisão                                                   | Absolvido |
| Homicídio imprudente ou por imperícia de primeiro grau                                          | 65 anos de prisão                                                   | Absolvido |
| Primeiro grau colocando a segurança de forma imprudente em risco (x2)                           | 8 anos e 6 meses de prisão (totalizando 17 anos por duas acusações) | Absolvido |
| Posse de arma perigosa por menor de 18 anos                                                     | 9 meses de prisão e/ou multa de $10.000,00                          | Absolvido |
| O não cumprimento de uma ordem de emergência do governo estadual ou local                       | Multa de $200,00                                                    | Absolvido |
| Notas: A tabela mostra as penas em Wisconsin, nos Estados Unidos, onde Rittenhouse foi julgado. |                                                                     |           |

Em 29 de Agosto de 2020, a defesa de Rittenhouse emitiu um comunicado dizendo que ele agiu em legítima defesa. Em 22 de setembro do mesmo ano, sua equipe legal soltou um vídeo de 11 minutos narrando os acontecimentos em detalhes.
O julgamento de Rittenhouse começou em 1º de novembro de 2021, em Kenosha, presidido pelo juiz Bruce Schroeder. Em uma audiência em 17 de setembro, Schroeder negou os pedidos dos promotores para admitir um encontro de Rittenhouse com membros do Proud Boys e uma briga anterior na qual ele estava envolvido como evidência, achando que os incidentes eram muito diferentes para serem usados como prova da mentalidade da Rittenhouse durante os tiroteios. Schroeder também negou o pedido da defesa para admitir evidências do histórico criminal de Rosenbaum, que, entre outros crimes, estuprou 5 crianças entre 9 e 11 anos de idade. Em 25 de outubro de 2021, Schroeder definiu o testemunho que seria ou não admissível tanto pela defesa quanto pela acusação. Schroeder ordenou que os homens baleados por Rittenhouse não pudessem ser referidos como vítimas, mas poderiam ser descritos como incendiários ou saqueadores se a defesa pudesse estabelecer provas de que estavam envolvidos nessas atividades naquela noite. Peritos legais pesaram na decisão dizendo que o termo "vítima" pode parecer prejudicial em um tribunal, influenciando fortemente um júri ao pressupor quais pessoas foram prejudicadas.
Os jurados ouviram os argumentos de abertura do julgamento de Rittenhouse em 2 de novembro, e várias gravações em vídeo dos eventos foram mostradas a eles no dia seguinte. Duas testemunhas testemunharam em 4 de novembro que Rosenbaum, o primeiro homem alvejado que morreu, estava se comportando violentamente e gritaram antes de se aproximar de Rittenhouse e ir em busca de seu rifle. Um ex-fuzileiro naval testemunhou em 5 de novembro que Rosenbaum tinha zombado dele e de outros homens armados antes dos tiroteios; ele também disse que não considerava Rosenbaum uma ameaça. Rosenbaum foi visto em vídeo pouco antes do tiroteio confrontando os homens armados. Um desses homens apontou uma arma para Rosenbaum, que ficou furioso e gritou, em inglês, "Shoot me, nigga!", antes que vários manifestantes corressem para acalmá-lo.
Grosskreutz testemunhou em 8 de novembro que quando ele se aproximou de Rittenhouse e colocou suas mãos no ar, ele acreditava ter visto Rittenhouse re-montar seu rifle, o que para Grosskreutz "significava que [Rittenhouse] puxou o gatilho enquanto as mãos [de Grosskreutz] estavam no ar, mas a arma não disparou", e que Rittenhouse "não estava aceitando a rendição [de Grosskreutz]"; ele então decidiu "diminuir a distância" até Rittenhouse, para empregar métodos "não letais" de "luta armada" ou de "deter" Rittenhouse. Ele ainda testemunhou que estava "tentando preservar [sua] própria vida" mas "nunca estava tentando matar" Rittenhouse. Ele se aproximou de Rittenhouse e apontou a arma na sua direção. Rittenhouse, então, atirou, acertando o braço de Grosskreutz.
Uma testemunha que disse ter falado com Rittenhouse após os tiroteios testemunhou em 9 de novembro que Rittenhouse estava nervoso, pálido e suando, dizendo repetidamente "acabei de atirar em alguém".
Após a acusação ter arquivado seu caso, o juiz de instrução Schroeder, em 9 de novembro, rejeitou uma acusação de violação do toque de recolher contra Rittenhouse, citando a falta de provas oferecidas pela acusação.
Rittenhouse testemunhou em 10 de novembro, dizendo que Rosenbaum havia ameaçado matá-lo duas vezes, e o havia emboscado antes do tiroteio fatal. A acusação convocou o testimônio de Ryan Balch, um veterano militar que também carregava um rifle tipo AR naquela noite e ele lembrou de Rosenbaum gritando: "Se eu pegar algum de vocês sozinho esta noite eu vou matar vocês". Rittenhouse não conseguiu recontar esses eventos, e o juiz ordenou um recesso. Depois disso, Rittenhouse disse que Rosenbaum o acusou, colocando a mão no cano da arma de Rittenhouse. No contra-interrogatório, Rittenhouse reconheceu o uso de força mortal para deter o ataque contra ele, ao mesmo tempo em que disse que matar não era sua intenção.
Em 10 de novembro, o promotor Thomas Binger alegou que Rittenhouse não havia comentado o caso até o julgamento, para que ele pudesse adequar seu testemunho às contas de outros. O juiz reprimiu Binger por esta sugestão, chamando-a de "grave violação constitucional" do direito ao silêncio garantido pela Quinta Emenda.
Antes da defesa descansar em 11 de novembro, mais três testemunhas, incluindo um policial de Kenosha, testemunharam a respeito da alegação de que Rittenhouse estava agindo em autodefesa. A acusação questionou que Rittenhouse se sentiria ameaçado ao segurar um fuzil, e o descreveu como uma ameaça armada.
Os argumentos finais foram apresentados em 15 de novembro, com duas horas e meia para cada lado, incluindo refutações.
Em 15 de novembro, a acusação de posse ilegal de arma de fogo foi descartada por Schroeder com base no argumento de defesa de que a lei de Wisconsin é ambígua.
Em 16 de novembro, a defesa apresentou uma moção de anulação do julgamento por preconceito, argumentando que havia "um exagero do Ministério Público" e que o Estado agiu "de má fé".
Em 18 de novembro, Schroeder proibiu a MSNBC e qualquer pessoa filiada ao órgão de comunicação social do tribunal. Ele declarou que um produtor da empresa passou um sinal vermelho no semáforo enquanto tentava seguir um ônibus com os jurados. A polícia de Kenosha acredita que o jornalista tentou fotografar os jurados, mas a NBC negou estas alegações.

### Veredito
Em 19 de novembro, o júri anunciou que havia chegado a um veredicto após 26 horas de deliberações, que se estenderam por 4 dias. Kyle Rittenhouse foi considerado inocente em todas as acusações.
Respostas ao veredito foram mistas. Como se pensava, o resultado positivo para Rittenhouse gerou protestos contra a decisão em diversas cidades nos Estados Unidos, como Portland, Chicago, Raleigh, Nova Iorque, Oakland, San Diego e Los Angeles. Personalidades contrárias à liberdade de Rittenhouse acusaram o resultado de representar a impunidade pelo homicídio das vítimas, a violência e a supremacia branca no país. Os pais de um dos jovens baleados por Rittenhouse disseram aos veículos de mídia após o julgamento que "não houve justiça". Ja'han Jones comentou o caso dizendo que o julgamento foi planejado para proteger conservadores brancos que matam.
Apoiadores de Rittenhouse comemoraram o veredito. Hayden Daniel comentou que o julgamento foi "uma vitória da justiça americana contra a turba woke."
Nas redes sociais, as reações foram semelhantes: vários apoiadores do réu adotaram o slogan "A justiça está viva!", enquanto opositores da liberdade de Rittenhouse chamaram o veredito de "nojento" e disseram não estar surpresos com o resultado, também afirmando que se o assassino fosse negro, seria condenado à prisão perpétua.

## Respostas

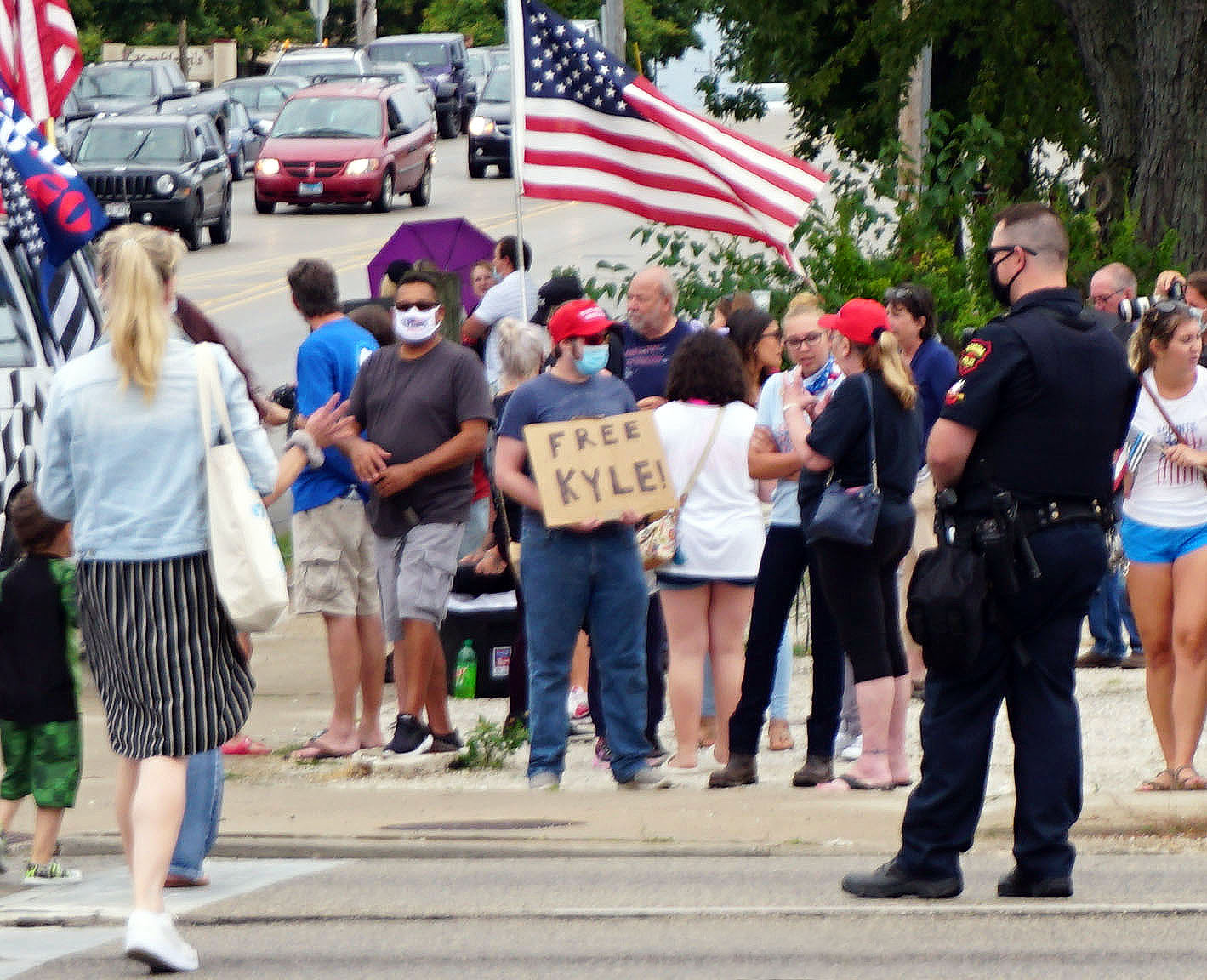
Um homem segura uma placa de "Kyle Livre" perto da Bradford High School durante a visita do presidente Donald Trump em 1º de setembro de 2020

O sentimento público em relação aos tiroteios foi polarizado. A cobertura foi crítica e favorável às ações de Rittenhouse, e usou termos como "vigilante" e "terrorista", mas também "voluntário" e "mantendo a paz" para descrevê-lo. O Facebook rotulou o incidente como um "assassinato em massa". Expressões de apoio a assassinatos em massa são proibidas no Facebook, embora o apoio a Rittenhouse geralmente não tenha sido removido.

### Apoio, suporte
Vários comentaristas defenderam suas ações. O apresentador da Fox News, Tucker Carlson, culpou as autoridades por não conseguirem impedir o saque e o incêndio criminoso e acrescentou: "Ficamos chocados com o fato de jovens de 17 anos com rifles terem decidido que tinham de manter a ordem quando ninguém mais o faria?" Seus comentários foram recebidos com repercussão nas redes sociais. A analista conservadora Ann Coulter e o jogador de beisebol aposentado Aubrey Huff também elogiaram Rittenhouse.
O presidente Trump "gostou" de um tweet que incluía "Kyle Rittenhouse é um bom exemplo de por que decidi votar em Trump". Em comentários públicos, Trump mostrou algum apoio à ideia de que a Rittenhouse estava agindo em legítima defesa. Em novembro de 2020, logo após Rittenhouse ser libertado sob fiança, o representante do estado da Flórida Anthony Sabatini twittou "KYLE RITTENHOUSE FOR CONGRESS". Sabatini foi amplamente criticado por oponentes políticos pelo tweet, com alguns instando-o a renunciar.
Em 29 de setembro de 2020, o site de crowdfunding cristão GiveSendGo arrecadou mais de meio milhão de dólares para ajudar a pagar as taxas legais da Rittenhouse. Em 17 de dezembro de 2020, esse financiamento atingiu cerca de US $ 586.000.

### Crítica
Muitos comentaristas criticaram o fato de Rittenhouse não ter sido preso imediatamente, apesar das testemunhas gritarem que ele era o atirador. A American Civil Liberties Union (ACLU) pediu a renúncia do chefe de polícia de Kenosha, Daniel Miskinis, e do xerife de Kenosha, David Beth. A declaração da ACLU argumentou que os deputados de Beth confraternizaram com "contra-manifestantes da supremacia branca" durante o dia do tiroteio e não prenderam o atirador. A declaração atacou Miskinis por culpar as vítimas no tiroteio, quando disse que a violência foi o resultado de "pessoas" envolvidas violando o toque de recolher. O prefeito de Kenosha afirmou que não pediria a renúncia do xerife ou do chefe de polícia.

### Respostas de autoridades
A NBC News obteve um documento interno do Departamento de Segurança Interna e relatou que dirigia os policiais federais a fazerem declarações específicas sobre Rittenhouse, como observar que ele "levou seu rifle para o local do tumulto para ajudar a defender os proprietários de pequenos negócios" e que "[Rittenhouse] é inocente até que se prove sua culpa e merece um julgamento justo com base em todos os fatos, não apenas aqueles que apóiam uma determinada narrativa."